# Myç-Has
Myç-Has – wieś położona w północnej części Albanii w gminie Gjinaj. Wieś znajduje się 98 kilometrów od stolicy państwa, Tirany.

## Demografia
Według spisu ludności z 1989 roku we wsi Myç-Has mieszkało 388 mieszkańców.